# Französische Rugby-Union-Meisterschaft 1977/78
Die Saison 1977/78 war die 79. Austragung der französischen Rugby-Union-Meisterschaft (französisch Championnat de France de rugby à XV). Sie umfasste 80 Mannschaften in der ersten Division (heutige Top 14), bestehend aus zwei Stärkeklassen.
Die Meisterschaft begann mit der Gruppenphase, bei der in fünf Gruppen je acht Mannschaften gegeneinander antraten. Jeweils die Erst- bis Fünftplatzierten qualifizierten sich für die Finalphase; die Siebt- und Achtplatzierten mussten in der folgenden Saison in der unteren Stärkeklasse spielen. Auch die untere Stärkeklasse bestand aus fünf Gruppen mit je acht Mannschaften. In dieser qualifizierten sich die Gruppensieger sowie die zwei besten Zweitplatzierten ebenfalls für die Finalphase. Es folgten Sechzehntel-, Achtel-, Viertel- und Halbfinale. Im Endspiel, das am 20. Mai 1978 im Parc des Princes in Paris stattfand, trafen die zwei Halbfinalsieger aufeinander und spielten um den Bouclier de Brennus. Dabei setzte sich die AS Béziers gegen die AS Montferrand durch und errang zum siebten Mal den Meistertitel.

## Gruppenphase
* freiwilliger Abstieg
|    | Team          | Siege | Unent. | Ndlg. | Spiel- punkte | Diff. | Tabellen- punkte |
| -- | ------------- | ----- | ------ | ----- | ------------- | ----- | ---------------- |
| 1. | AS Béziers    | 14    | 0      | 0     | 600:119       | + 481 | 28               |
| 2. | FC Lourdes    | 11    | 1      | 2     | 327:146       | + 181 | 23               |
| 3. | SU Agen       | 9     | 0      | 5     | 360:148       | + 212 | 18               |
| 4. | CA Bègles     | 6     | 1      | 7     | 212:257       | − 45  | 13               |
| 5. | FC Auch       | 5     | 0      | 9     | 191:327       | − 136 | 10               |
| 6. | US Tyrosse    | 4     | 0      | 10    | 194:305       | − 111 | 8                |
| 7. | CO Le Creusot | 3     | 0      | 11    | 96:340        | − 244 | 6                |
| 8. | RC Vichy      | 3     | 0      | 11    | 101:439       | − 338 | 6                |

|    | Team                | Siege | Unent. | Ndlg. | Spiel- punkte | Diff. | Tabellen- punkte |
| -- | ------------------- | ----- | ------ | ----- | ------------- | ----- | ---------------- |
| 1. | RC Toulon           | 10    | 1      | 3     | 271:131       | + 140 | 21               |
| 2. | USA Perpignan       | 9     | 1      | 4     | 268:139       | + 129 | 19               |
| 3. | CA Brive            | 8     | 0      | 6     | 243:192       | + 51  | 16               |
| 4. | Stadoceste Tarbais  | 8     | 0      | 6     | 207:235       | − 28  | 16               |
| 5. | US Montauban        | 7     | 0      | 7     | 190:227       | − 37  | 14               |
| 6. | CS Bourgoin-Jallieu | 5     | 0      | 9     | 138:228       | − 90  | 10               |
| 7. | AS Mérignac         | 4     | 0      | 10    | 163:240       | − 77  | 8                |
| 8. | SC Albi             | 4     | 0      | 10    | 148:236       | − 88  | 8                |

|    | Team                | Siege | Unent. | Ndlg. | Spiel- punkte | Diff. | Tabellen- punkte |
| -- | ------------------- | ----- | ------ | ----- | ------------- | ----- | ---------------- |
| 1. | RRC Nice            | 9     | 1      | 4     | 254:126       | + 128 | 19               |
| 2. | Biarritz Olympique  | 8     | 2      | 4     | 234:179       | + 55  | 18               |
| 3. | Stade Toulousain    | 8     | 1      | 5     | 180:126       | + 54  | 17               |
| 4. | US Bressane         | 6     | 2      | 6     | 171:152       | + 19  | 14               |
| 5. | Stade Aurillacois   | 5     | 3      | 6     | 126:174       | − 48  | 13               |
| 6. | Stade Beaumontois * | 5     | 2      | 7     | 133:213       | − 80  | 12               |
| 7. | SC Mazamet          | 5     | 1      | 8     | 141:174       | − 33  | 11               |
| 8. | SO Chambéry         | 4     | 0      | 10    | 133:228       | − 95  | 8                |

|    | Team                | Siege | Unent. | Ndlg. | Spiel- punkte | Diff. | Tabellen- punkte |
| -- | ------------------- | ----- | ------ | ----- | ------------- | ----- | ---------------- |
| 1. | US Romans           | 10    | 1      | 3     | 234:128       | + 106 | 21               |
| 2. | Aviron Bayonnais    | 8     | 3      | 3     | 276:133       | + 143 | 19               |
| 3. | SC Graulhet         | 9     | 0      | 5     | 210:185       | + 25  | 18               |
| 4. | FC Oloron           | 8     | 1      | 5     | 200:164       | + 36  | 17               |
| 5. | Stade Bagnérais     | 7     | 1      | 6     | 273:171       | + 102 | 15               |
| 6. | Stade Rochelais     | 6     | 0      | 8     | 149:248       | − 99  | 12               |
| 7. | Stade Montchaninois | 4     | 0      | 10    | 112:271       | − 159 | 8                |
| 8. | Stade Ruthénois     | 1     | 0      | 13    | 132:286       | − 154 | 2                |

Gruppe E
|    | Team              | Siege | Unent. | Ndlg. | Spiel- punkte | Diff. | Tabellen- punkte |
| -- | ----------------- | ----- | ------ | ----- | ------------- | ----- | ---------------- |
| 1. | RC Narbonne       | 11    | 2      | 1     | 356:123       | + 233 | 24               |
| 2. | AS Montferrand    | 8     | 1      | 5     | 278:166       | + 112 | 17               |
| 3. | Valence Sportif   | 8     | 1      | 5     | 196:175       | + 21  | 17               |
| 4. | US Dax            | 7     | 1      | 6     | 254:180       | + 74  | 15               |
| 5. | SC Tulle          | 6     | 2      | 6     | 213:245       | − 32  | 14               |
| 6. | US Carcassonne    | 6     | 0      | 8     | 144:173       | − 29  | 12               |
| 7. | La Voulte Sportif | 4     | 1      | 9     | 127:253       | − 126 | 9                |
| 8. | US Salles         | 2     | 0      | 12    | 106:359       | − 253 | 4                |

## Untere Stärkeklasse
Aus der unteren Stärkeklasse qualifizierten sich folgende Mannschaften für die Finalphase:
- ES Avignon Saint-Saturnin
- Boucau Stade
- Stade Montois
- Section Paloise
- Racing Club de France
- Saint-Jean-de-Luz OR
- US Thuir

## Finalphase

### 1/16-Finale
| Datum          | Begegnung                                | Ergebnis |
| -------------- | ---------------------------------------- | -------- |
| 23. April 1978 | AS Béziers – US Thuir                    | 29:15    |
| 23. April 1978 | FC Oloron – US Bressane                  | 19:10    |
| 23. April 1978 | USA Perpignan – FC Auch                  | 26:07    |
| 23. April 1978 | Biarritz Olympique – Stade Aurillacois   | 23:09    |
| 23. April 1978 | US Romans – Boucau Stade                 | 24:03    |
| 23. April 1978 | Stade Toulousain – CA Bègles             | 27:10    |
| 23. April 1978 | RRC Nice – Saint-Jean-de-Luz OR          | 22:19    |
| 23. April 1978 | SC Graulhet – Stade Bagnérais            | 11:27    |
| 23. April 1978 | SU Agen – SC Tulle                       | 16:10    |
| 23. April 1978 | FC Lourdes – Section Paloise             | 39:10    |
| 23. April 1978 | Valence Sportif – US Dax                 | 12:09    |
| 23. April 1978 | RC Toulon – Stade Montois                | 22:07    |
| 23. April 1978 | AS Montferrand – US Montauban            | 36:19    |
| 23. April 1978 | Aviron Bayonnais – Racing Club de France | 29:09    |
| 23. April 1978 | CA Brive – Stadoceste Tarbais            | 06:0     |
| 23. April 1978 | RC Narbonne – ES Avignon Saint-Saturnin  | 06:0     |

### Achtelfinale
| Datum          | Begegnung                          | Ergebnis |
| -------------- | ---------------------------------- | -------- |
| 30. April 1978 | AS Béziers – FC Oloron             | 33:11    |
| 30. April 1978 | USA Perpignan – Biarritz Olympique | 04:03    |
| 30. April 1978 | US Romans – Stade Toulousain       | 06:18    |
| 30. April 1978 | RRC Nice – Stade Bagnérais         | 06:22    |
| 30. April 1978 | SU Agen – FC Lourdes               | 10:16    |
| 30. April 1978 | Valence Sportif – RC Toulon        | 22:09    |
| 30. April 1978 | AS Montferrand – Aviron Bayonnais  | 07:0     |
| 30. April 1978 | CA Brive – RC Narbonne             | 16:28    |

### Viertelfinale
| Datum       | Begegnung                          | Ergebnis |
| ----------- | ---------------------------------- | -------- |
| 7. Mai 1978 | AS Béziers – USA Perpignan         | 26:03    |
| 7. Mai 1978 | Stade Toulousain – Stade Bagnérais | 18:14    |
| 7. Mai 1978 | FC Lourdes – Valence Sportif       | 09:15    |
| 7. Mai 1978 | AS Montferrand – RC Narbonne       | 22:18    |

### Halbfinale
| Datum        | Begegnung                        | Ergebnis |
| ------------ | -------------------------------- | -------- |
| 14. Mai 1978 | AS Béziers – Stade Toulousain    | 12:09    |
| 14. Mai 1978 | Valence Sportif – AS Montferrand | 12:20    |

### Finale
| 20. Mai 1978 | AS Béziers | 31 : 9         | AS Montferrand                                                         | Parc des Princes, Paris Zuschauer: 42.004 Schiedsrichter: Francis Flingou |
| 20. Mai 1978 | Versuche: Paco (1) Martin (1) Séguier (1) Fabre (1) Strafversuch (1) Erhöhungen: Cabrol (2) Cantoni (2) Straftritte: Cabrol (1) | (10:0) Bericht | Versuche: Molenat (1) Erhöhungen: Romeu (1) Dropgoals: Droitecourt (1) | Parc des Princes, Paris Zuschauer: 42.004 Schiedsrichter: Francis Flingou |

Aufstellungen
AS Béziers:

Startaufstellung: Richard Astre, Henri Cabrol, Jack Cantoni, Alain Estève, Michel Fabre, Jean-Louis Martin, Henri Mioch, Alain Paco, Michel Palmié, Christian Pesteil, Jean-Luc Rivallo, Georges Senal, Olivier Saïsset, René Séguier, Armand Vaquerin

Auswechselspieler: Pierre Lacans, Francis Lugans
AS Montferrand:

Startaufstellung: Patrick Boucheix, Henri Bourdillon, Gérard Costes, Jacques Cristina, Jean-Paul Cristina, Michel Droitecourt, André Dubertrand, Jean-Michel Dubertrand, Jacques Fouilhoux, Guy Gasparotto, Jean-Marc Gerbaulet, Yves Lafarge, Michel Luciani, Joël Molenat, Jean-Pierre Romeu

Auswechselspieler: Jacques Besson, Joseph Bravo, Jacky Brugiroux